# Cecilie Mjøen
Cecilie Mjøen (* 30. August 1972) ist eine ehemalige norwegische Skilangläuferin.

## Werdegang
Mjøen trat international erstmals bei den Junioren-Weltmeisterschaften 1991 in Reit im Winkl in Erscheinung. Dort gewann sie die Goldmedaille mit der Staffel. In der Saison 1993/94 holte sie in Falun mit dem 18. Platz über 10 km Freistil ihre ersten Weltcuppunkte und erreichte mit dem 48. Platz im Gesamtweltcup ihr bestes Gesamtergebnis. In der folgenden Saison kam sie im Continental-Cup jeweils einmal auf den zweiten und dritten Platz und holte in Kuusamo über 5 km Freistil ihren einzigen Sieg im Continental-Cup. In der Saison 1995/95 kam sie zweimal in die Punkteränge und erreichte in Reit im Winkl mit dem fünften Platz im Sprint, wobei es keine Weltcuppunkte gab, ihre beste Einzelplatzierung im Weltcup. Ihr letztes Weltcuprennen absolvierte sie im Februar 1996 in Trondheim, welches sie in der Verfolgung vorzeitig beendete. Bei norwegischen Meisterschaften wurde sie viermal Zweite und einmal Dritte mit der Staffel von Nittedal IL.

## Siege bei Continental-Cup-Rennen
| Nr. | Datum         | Ort     | Disziplin     | Serie           |
| --- | ------------- | ------- | ------------- | --------------- |
| 1.  | 26. März 1995 | Kuusamo | 5 km Freistil | Continental-Cup |